# Joan Martínez Vilaseca
Joan Martínez Vilaseca   (Manresa, 4 de març de 1943 - Barcelona, 19 de setembre de 2021) fou un futbolista català de la dècada de 1960 i posteriorment entrenador.

## Trajectòria
Durant la seva joventut practicà la natació i el futbol, esport, aquest darrer, pel qual es decantà finalment. Començà a jugar a diversos equips manresans, a l'infantil de l'Alba, juvenil del Gimnàstic Manresa i al CE Manresa. El seu bon rendiment com extrem esquerre a Tercera Divisió despertà l'interès d'equips de primer nivell com el Reial Madrid, el FC Barcelona o el València CF. Finalment fou el RCD Espanyol qui el contractà el 1963. A l'Espanyol hi romangué durant nou temporades, totes a primera divisió, excepte una a Segona. Començà jugant d'extrem esquerre, però més tard jugà d'interior, volant i finalment de lateral. En total disputà 152 partits de lliga i marcà 11 gols, a més de jugar la Copa de Fires. El 1972 abandonà l'equip en no comptar gaire per l'entrenador José Emilio Santamaría, fitxant pel Llevant UE de Tercera Divisió. Al Llevant jugà dues temporades, assolint un ascens a Segona. Acabà la seva carrera al CE Europa i al CE L'Hospitalet, mentre estudiava per obtenir el títol de monitor d'educació física.
Un cop retirat inicià la seva carrera d'entrenador, primer a l'infantil del RCD Espanyol i de la selecció catalana, fins que el 1979 ingressà a l'organigrama tècnic del FC Barcelona. Guanyà dos campionats d'Espanya amb els infantils del club i dues copes del Rei amb el juvenil. La temporada 1983-84 entrenà el Barcelona Amateur, amb el qual ascendí de Tercera a Segona B. La temporada següent dirigí el Barcelona Atlètic, mantenint-se tres temporades a Segona Divisió. El 1987 fou nomenat adjunt a José Luis Romero, coordinador general del futbol base barcelonista, i tècnic del Juvenil A. Un any més tard passà a l'infantil, més tard al cadet i finalment al juvenil novament. El 1996 abandonà la banqueta per ocupar nous càrrecs als despatxos, essent nomenat coordinador general del futbol base, juntament amb Oriol Tort. Dos anys més tard fou nomenat director de fitxatges, substituint Bobby Robson. L'any 2003, amb l'arribada de Louis van Gaal a la banqueta del primer equip, fou nomenat responsable del departament de scouting, encarregat d'elaborar informes dels equips rivals i de realitzar el seguiment de jugadors candidats a ser fitxats, càrrec que ocupà fins al 2008, després que el club decidís no renovar-li el contracte.
Durant els seus 29 anys lligat al futbol base blaugrana ha estat el descobridor i responsable del seu fitxatge d'homes com Guillermo Amor, Iván de la Peña, Luis García, Mikel Arteta, Xavi Hernández, Andrés Iniesta, Carles Puyol, Sergio García, Cesc Fábregas o Bojan Krkic.
El seu germà Francesc Martínez Vilaseca fou un brillant nedador.